# Кравченко Семен Григорович
Семе́н Григо́рович Кра́вченко (1898 , Лопанкаd, Медвеженський повіт, Ставропольська губернія, Російська імперія  — 8 серпня 1951 , Київ, Українська РСР, СРСР ) — український радянський партійний діяч, голова Партійної колегії при ЦК КП(б)У. Депутат Верховної Ради УРСР 1—2-го скликань. Член Ревізійної Комісії КП(б)У в 1940—1949 роках.

## Життєпис
Народився 1893 року в родині наймита в селі Лопанка, тепер Цілинський район, Ростовська область, Росія. З одинадцяти років розпочав трудову діяльність. До 1915 року працював пастухом в поміщицькій економії, був чорноробом та наймитом у поміщиків.
З 1915 року служив у маршовій роті російської імператорської армії в місті Бугульмі Самарської губернії. Потім направлений в російський експедиційний корпус у Франції, учасник Першої світової війни. Наприкінці 1916 року на німецько-французькому фронті був отруєний газами, протягом кількох місяців пролежав у військовому госпіталі. Після одужання повернувся до Росії, де знову наймитував.
З січня 1918 року — боєць і командир партизанського загону, командир ескадрону «Стальної дивізії» в Червоній армії.
Член РКП(б) з березня 1918 року.
З 1919 року служив у складі 11-ї армії РСЧА. Учасник громадянської війни в Росії: на Дону, Кубані, Тереку, під Царициним і Астраханню. Наприкінці 1919 року в боях під Чорним Яром був важко поранений, до травня 1920 року лікувався у військовому госпіталі.
З 1920 року — на керівній партійній і господарській роботі: інструктор і секретар Медвежинського повітового комітету РКП(б) Ставропольської губернії, секретар Московського районного комітету ВКП(б) Північно-Кавказького краю. З 1926 року — начальник контори «Сільмаш», завідувач організаційного відділу Північно-Кавказької крайспоживспілки. З 1932 по 1934 рік — відповідальний секретар Мінералводского районного комітету ВКП(б) Північно-Кавказького краю.
У березні 1934–1937 роках — начальник політичного відділу Пісківського бурякорадгоспу Лохвицького району Харківської області.
У 1937 – березні 1938 року — 1-й секретар Лохвицького районного комітету КП(б)У Полтавської області.
У березні 1938 – грудні 1947 року — секретар Партійної колегії Комісії партійного контролю (КПК) при ЦК ВКП(б) по Україні, голова Партійної колегії при ЦК КП(б)У.
З 1948 року — голова президії Київської обласної колегії адвокатів.
Помер 8 серпня 1951 року в Києві після важкої тривалої хвороби.

## Нагороди
- орден Трудового Червоного Прапора (23.01.1948)
- медаль «За доблесну працю у Великій Вітчизняній війні 1941—1945 рр.»